# Toumeyella mirabilis
Toumeyella mirabilis är en insektsart som först beskrevs av Cockerell 1895.  Toumeyella mirabilis ingår i släktet Toumeyella och familjen skålsköldlöss. Inga underarter finns listade i Catalogue of Life.